# Отвали!
«Отвали!» (англ. Cops And Robbersons) — кинофильм режиссёра Майкла Ритчи, вышедший на экраны в 1994 году.

## Сюжет
После того как полиция узнала, что наёмный убийца бандитов поселился по соседству с Робберсонами, стражи правопорядка решили выследить, кто это. И для этого установили полицейский пост в доме Робберсонов. На дежурство заступил здравомыслящий, уравновешенный Джейк Стоун. Вопрос в том, сможет ли Джейк продержаться до поимки плохих парней. Потому что Робберсоны настолько хотят помочь ему, что буквально сводят с ума.

## В ролях
| Актёр / Актриса       | Роль в фильме        |
| --------------------- | -------------------- |
| Чеви Чейз             | Норман Робберсон     |
| Джек Пэланс           | детектив Джейк Стоун |
| Дайан Уист            | Хелен Робберсон      |
| Роберт Дэви           | Осборн               |
| Дэвид Бэрри Грэй      | Тони Мур             |
| Джейсон Джеймс Рихтер | Кевин Робберсон      |
| Фэй Мастерсон         | Синди Робберсон      |
| Мико Хьюз             | Билли Робберсон      |
| Ричард Романус        | Фред Лутц            |

## Сборы и критика
Комедия неудачно стартовала в прокате и в итоге собрала в США 11,3 млн долларов. Фильм получил негативные отзывы критиков с 15 % положительных рецензий согласно Rotten Tomatoes.